# Dirk Heemskerk
Ds. Dirk Heemskerk (Leiden, 15 oktober 1951) is een emeritus predikant (en voormalig preses) in de Hersteld Hervormde Kerk.

## Biografie
Heemskerk groeide op in Katwijk aan Zee. Na zijn studie theologie werd hij predikant in de hervormde gemeenten Maartensdijk (1983-1988), Ouddorp (1988-1993), Nieuwleusen (1993-1997), Garderen (1997-2004), Opheusden (2004-2008) Genemuiden (2008-2013) en Ouderkerk aan den IJssel (2013-2018). Na de kerkscheuring in 2004, waarbij de Nederlands Hervormde Kerk opging in de pas gevormde Protestantse Kerk in Nederland, werd Heemskerk als preses het gezicht van de pas gevormde Hersteld Hervormde Kerk. Deze functie legde hij in februari 2011 neer.

## Boeken
- En om Uw gunst en waarheid saam. Een prekenserie over de Dordtse Leerregels. Verschenen in 2000.
- Zo ik niet had geloofd. Een prediking over de Nederlandse Geloofsbelijdenis. Verschenen in 2002.
- Zijn naam belijden. Over de belijdenis van het geloof. Verschenen in 2007.
- Geloof en gevoel. (Wat is een waar geloof en wat houdt het gevoel in? En hoe verhouden geloof en gevoel zich tot elkaar?). Verschenen in 2011.
- Wiens gunst ons troost. Een prekenserie over de Zondagen 1 t/m 24 van de Heidelbergse Catechismus. Verschenen in 2011.